# Manuel García Matos
Manuel García Matos (Plasencia, 1912-Madrid, 1974) fue un folclorista español, miembro del Instituto Español de Musicología. Realizó estudios de violín, flauta, piano, armonía y contrapunto. Con dieciocho años fundó los Coros Extremeños y comenzó una ardua labor de recopilación literario-musical de canciones y se centró en el estudio de instrumentos y danzas. Primeramente realizó esta labor en Extremadura, para con el tiempo proseguirla por toda España, llegando a recoger más de 10 000 documentos musicales. 
En el año 1945 se le otorgó el Premio Nacional de Folclore, materia de la que llegó a ser catedrático en el Real Conservatorio de Música de Madrid. 
Publicó un cancionero de la Alta Extremadura y otro de la provincia de Cáceres, así como danzas populares de España, con música y coreografía. Bajo la tutela de la Unesco, realizó una antología del folclore musical de España, que fue editada en 1960, reeditada en 1970 hasta que la casa «Hispavox» hizo una última reedición en 1992 con los archivos originales recopilados por García Matos. Viene estructurada en 10 volúmenes: Vol. 1 Castilla La Vieja - Islas Canarias, Vol. 2 Islas Canarias - Galicia, Vol. 3 Andalucía - Navarra, Vol. 4 Valencia - Castilla La Nueva, Vol. 5 Cataluña - Aragón, Vol. 6 León - Extremadura, Vol. 7 Extremadura - Asturias, Vol. 8 Islas Baleares - Vascongadas, Vol. 9 Murcia - Tenerife - Cádiz - Ciudad Real - Cáceres, Vol. 10 Instrumentos Folklóricos - Folklore Infantil & Navideño.
En 2012 se emitió un sello de correos de España con su imagen.